# Ryo Adachi
Ryo Adachi (født 2. juli 1969) er en tidligere japansk fodboldspiller og træner.
Han har spillet for flere forskellige klubber i sin karriere, herunder Yokohama Flügels.
Han har tidligere trænet Vissel Kobe og Kataller Toyama.